# Turó del Mar
El Turó del Mar és un turó de 56,8 msm a dins la població de Montgat (Maresme). En el seu cim hi ha un templet-mirador d'estil historicista. El templet de planta quadrada, cobert per un sostre pla, i suportat per quatre pilars. A cadascuna de les seves cares hi ha un arc de ferradura lobulat. L'estat de conservació és molt deficient i s'han perdut gairebé la totalitat dels elements decoratius però es pot veure que havia estat recobert per rajoles de colors decorades amb motius geomètrics d'estil àrab. Aguantat pels pilars hi ha una cornisa decorada amb tríglifs.
Aquest mirador havia estat propietat de la família Calonge Ribas, i formava part de la finca de Can Ribas. Avui dia pertany a la Urbanització Turó del Mar. Des d'aquest templet hi ha una vista panoràmica, perquè està situat al damunt del Turó del Mar.